# خط آبی (خط عقب‌نشینی)

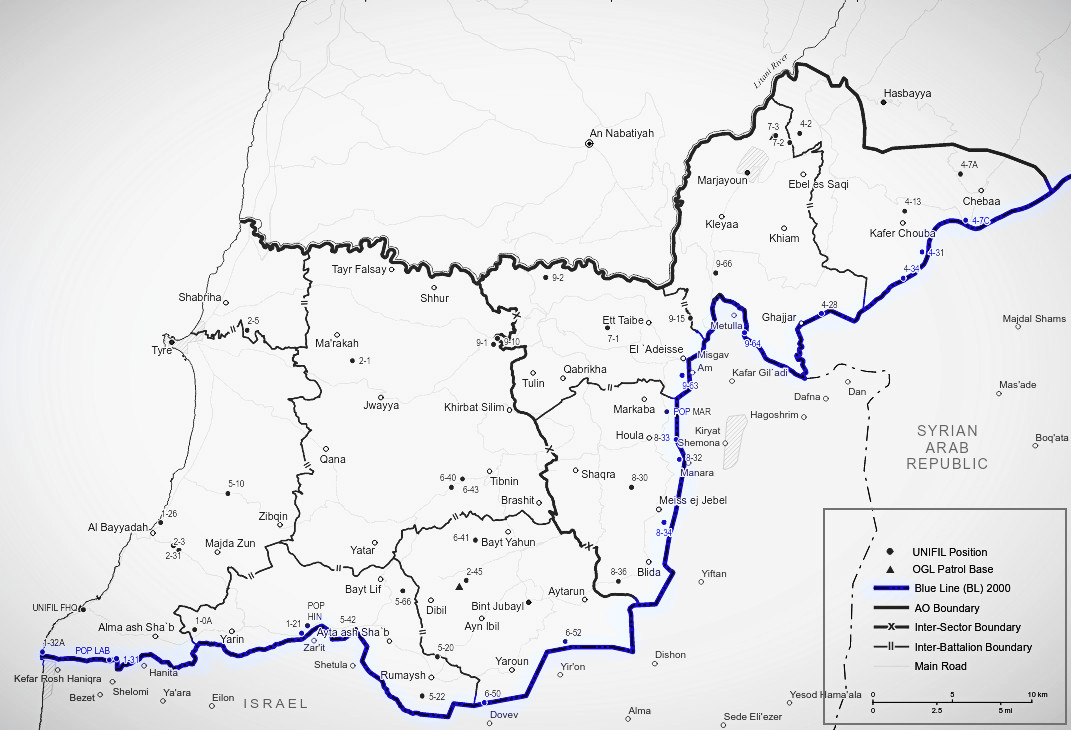
خط آبی

خط آبی، یک خط مرزی است که لبنان را از اسرائیل و بلندی‌های جولان در سوریه، جدا می‌کند. این خط توسط سازمان ملل متحد در ۷ ژوئن ۲۰۰۰ برای تعیین اینکه آیا اسرائیل به‌طور کامل از لبنان خارج شده است یا خیر، ایجاد شد. این خط به عنوان «مرز موقت» و «نه یک مرز، بلکه یک خط عقب‌نشینی» توصیف شده است. این خط موضوع یک مناقشه مرزی جاری بین اسرائیل، لبنان و حزب‌الله است.
در ۱۹ مارس ۱۹۷۸، شورای امنیت سازمان ملل متحد قطعنامه‌های ۴۲۵ و ۴۲۶ را تصویب کرد و خواستار خروج اسرائیل از لبنان پس از تهاجم اخیر آن شد. همچنین شورای امنیت اطمینان حاصل کرد که دولت لبنان در منطقه تا مرز، اقتدار مؤثری را بازگرداند. به همین منظور شورای امنیت سازمان ملل و ناتو، یونیفل (UNIFIL) را به عنوان یک نیروی حفظ صلح برای نظارت بر وضعیت در جنوب لبنان تأسیس کردند.
تا سپتامبر ۲۰۱۸، اسرائیل ۱۱ کیلومتر از یک مانع بتنی اسرائیل-لبنان را در سمت اسرائیلی خط مرزی برای حفاظت از جوامع اسرائیلی در برابر نفوذ شبه‌نظامیان حزب‌الله تکمیل کرد. طول این مانع قرار است ۱۳۰ کیلومتر (۸۱ مایل) باشد و انتظار می‌رفت تا سال ۲۰۲۰ تکمیل شود. هزینه این پروژه ۴۵۰ میلیون دلار تخمین زده شد. بیشتر این مانع یک دیوار بتنی است که بر روی آن مشبک‌های فولادی، حسگرها و دوربین‌های نظارتی نصب شده است. در مناطق به خصوص ناهموار، به جای بتن از نرده‌های فولادی استفاده می‌شود.

## خاستگاه
در تاریخ ۱۱ مارس ۱۹۷۸، اعضای سازمان آزادی‌بخش فلسطین (PLO) به رهبری دلال مغربی، عملیات کشتار جاده ساحلی را در داخل اسرائیل انجام دادند که منجر به کشته شدن ۳۷ اسرائیلی، از جمله ۱۳ کودک، و زخمی شدن ۷۶ نفر شد. در پاسخ، نیروهای اسرائیلی به جنوب لبنان که PLO در دهه ۱۹۷۰ به‌طور منظم از آنجا فعالیت می‌کرد، حمله کردند. از شب ۱۴–۱۵ مارس جنگ آغاز شد و چند روز بعد به اوج خود رسید، نیروهای دفاعی اسرائیل (IDF) تمام بخش جنوبی کشور را به جز شهر صور و مناطق اطراف آن اشغال کردند. این عملیات در اسرائیل به نام عملیات لیتانی شناخته می‌شود که هدف اعلام شده آن پاکسازی پایگاه‌های PLO در لبنان جنوب رودخانه لیتانی بود تا امنیت شمال اسرائیل تأمین شود و از شبه‌نظامیان مسیحی لبنانی در جریان جنگ داخلی لبنا-به ویژه ارتش آزاد لبنان- حمایت شود. در ۱۵ مارس ۱۹۷۸، دولت لبنان اعتراض شدیدی به شورای امنیت سازمان ملل متحد نسبت به تهاجم اسرائیل ارائه کرد و اظهار داشت که هیچ ارتباطی با عملیات فلسطینی ندارد.
در ۱۹ مارس ۱۹۷۸، شورای امنیت قطعنامه ۴۲۵ را تصویب کرد که در آن از اسرائیل خواسته شد فوراً اقدامات نظامی خود را متوقف کرده و نیروهای خود را از تمامی اراضی لبنانی خارج کند. همچنین نیروهای موقت سازمان ملل متحد در لبنان (UNIFIL) را تأسیس کرد. اولین نیروهای UNIFIL در ۲۳ مارس ۱۹۷۸ به منطقه رسیدند.
خط آبی بر اساس استقرار نیروهای دفاعی اسرائیل پیش از ۱۴ مارس ۱۹۷۸ است. نباید آن را با خط سبز که در سال ۱۹۴۹ به عنوان خط آتش‌بس جنگ ۱۹۴۸ اعراب و اسرائیل ایجاد شده بود، یا خط سبز در بیروت در طول خشونت‌های دهه ۱۹۸۰ اشتباه گرفت. خط ۱۹۴۹ به نوبه خود همان خط قیمومیت ۱۹۲۳ است که مرز بین قلمروهای تحت قیمومیت فرانسه و بریتانیا بود (بنگرید به: توافق‌نامه پاولت-نیوکامب)؛ لبنان یک قیمومیت سابق فرانسه و فلسطین/اسرائیل یک قیمومیت سابق بریتانیا است. (بنگرید به جامعه ملل). توافق‌نامه ۱۹۴۹ بیان کرد که مرز از خط ۱۹۲۳ پیروی می‌کند. در سال ۱۹۲۳، ۳۸ نشانگر مرزی در طول مرز ۴۹ مایلی قرار داده شد و یک توصیف متنی دقیق منتشر شد. خط آبی ۲۰۰۰ در حدود نیم دوجین از بخش‌های کوتاه از خط ۱۹۴۹ متفاوت است، اگرچه بیش از ۴۷۵ متر نیست.
مرزها معمولاً بین کشورها مذاکره می‌شوند، و بین سال‌های ۱۹۵۰ و ۱۹۶۷، نقشه‌برداران اسرائیلی و لبنانی موفق به تکمیل ۲۵ کیلومتر غیرمتصل و علامت‌گذاری (اما نه امضا) یک چهارم دیگر از مرز بین‌المللی شدند. در ۱۷ آوریل ۲۰۰۰، زمانی که نخست‌وزیر اسرائیل، اهود باراک، اعلام کرد که اسرائیل شروع به خروج نیروهای خود از لبنان می‌کند، دولت لبنان نمی‌خواست در علامت‌گذاری مرز شرکت کند؛ بنابراین سازمان ملل متحد خود یک بررسی انجام داد که بر اساس خطی که در قطعنامه ۴۲۵ شورای امنیت سازمان ملل متحد مورد بحث قرار گرفته بود.
در ۲۵ مه ۲۰۰۰، اسرائیل به دبیرکل اطلاع داد که نیروهای خود را در انطباق با قطعنامه‌های شورای امنیت ۴۲۵ مستقر کرده است.
از ۲۴ مه تا ۷ ژوئن ۲۰۰۰، فرستاده ویژه به اسرائیل و لبنان سفر کرد تا پیگیری کند که گزارش دبیرکل در ۲۲ مه چگونه اجرا شده است. نقشه‌بردار سازمان ملل متحد و تیم او، با کمک UNIFIL، در محل کار کردند تا خطی را برای اهداف عملی تأیید خروج اسرائیل شناسایی کنند. در حالی که توافق شد که این یک مرزبندی رسمی نیست، هدف این بود که خطی بر روی زمین شناسایی شود که به مرزهای بین‌المللی شناخته شده لبنان نزدیک باشد، بر اساس بهترین شواهد نقشه‌برداری و مستند موجود.
در ۷ ژوئن، نقشه تکمیل شده که خط خروج را نشان می‌داد، به‌طور رسمی توسط فرمانده نیروهای UNIFIL به همتایان لبنانی و اسرائیلی خود منتقل شد. با وجود اعتراضات آنها دربارهٔ خط، دولت‌های اسرائیل و لبنان تأیید کردند که شناسایی این خط تنها بر عهده سازمان ملل متحد است و آنها به خط شناسایی شده احترام خواهند گذاشت. در ۸ ژوئن، تیم‌های UNIFIL به رهبری ژنرال عماد انکا لبنانی و ژنرال امین حطیط کار تأیید خروج اسرائیل به پشت خط را آغاز کردند.
در ۱۶ ژوئن، دبیرکل به شورای امنیت گزارش داد که اسرائیل نیروهای خود را از لبنان مطابق با قطعنامه ۴۲5 (1978) خارج کرده و شرایط تعریف شده در گزارش ۲۲ مه ۲۰۰۰ خود را برآورده کرده است؛ یعنی اسرائیل خروج را مطابق با خط شناسایی شده توسط سازمان ملل تکمیل کرده، شبه‌نظامیان ارتش جنوب لبنان منحل شده و همه بازداشت‌شدگان در زندان الخیام آزاد شده‌اند.
خط خروج از آن زمان در تمامی ارتباطات رسمی سازمان ملل متحد به عنوان خط آبی نامیده شده است.